# IC 3881
</tr 
IC 3881 је галаксија у сазвјежђу Береникина коса која се налази на листи објеката дубоког неба у Индекс каталогу.
Деклинација објекта је + 19° 7' 4" а ректасцензија 12h 54m 54,0s. Привидна величина (магнитуда) објекта IC 3881 износи 15,0 а фотографска магнитуда 16,0. Налази се на удаљености од 23</tr милиона парсека од Сунца.